# Кейт Мортон
Кейт Мортон (англ. Kate Morton) — австралійська письменниця. Авторка романів-бестселерів, зокрема «Будинок у Рівертоні», «Забутий сад» і «Далекі години». Її сьома книга «Додому» вийшла у квітні 2023 року.

## Молодість та освіта
Мортон — найстарша з трьох сестер. Її сім'я кілька разів переїжджала, перш ніж осісти на горі Тамборін, де вона навчалася у невеликій сільській школі. Вона любила читати книги змалечку, її улюбленими були книжки Енід Блайтон.
Здобула ступінь ліценціата з риторики та драматичного мистецтва в Триніті-коледжі Лондона, а потім закінчила літній курс із шекспірівської драматургії в Королівській академії драматичного мистецтва в Лондоні. Пізніше здобула диплом з відзнакою першого класу з англійської літератури в Університеті Квінсленда (1999) і виграла стипендію для завершення магістерської програми, присвяченої трагедії у вікторіанській літературі.

## Письменницька кар'єра

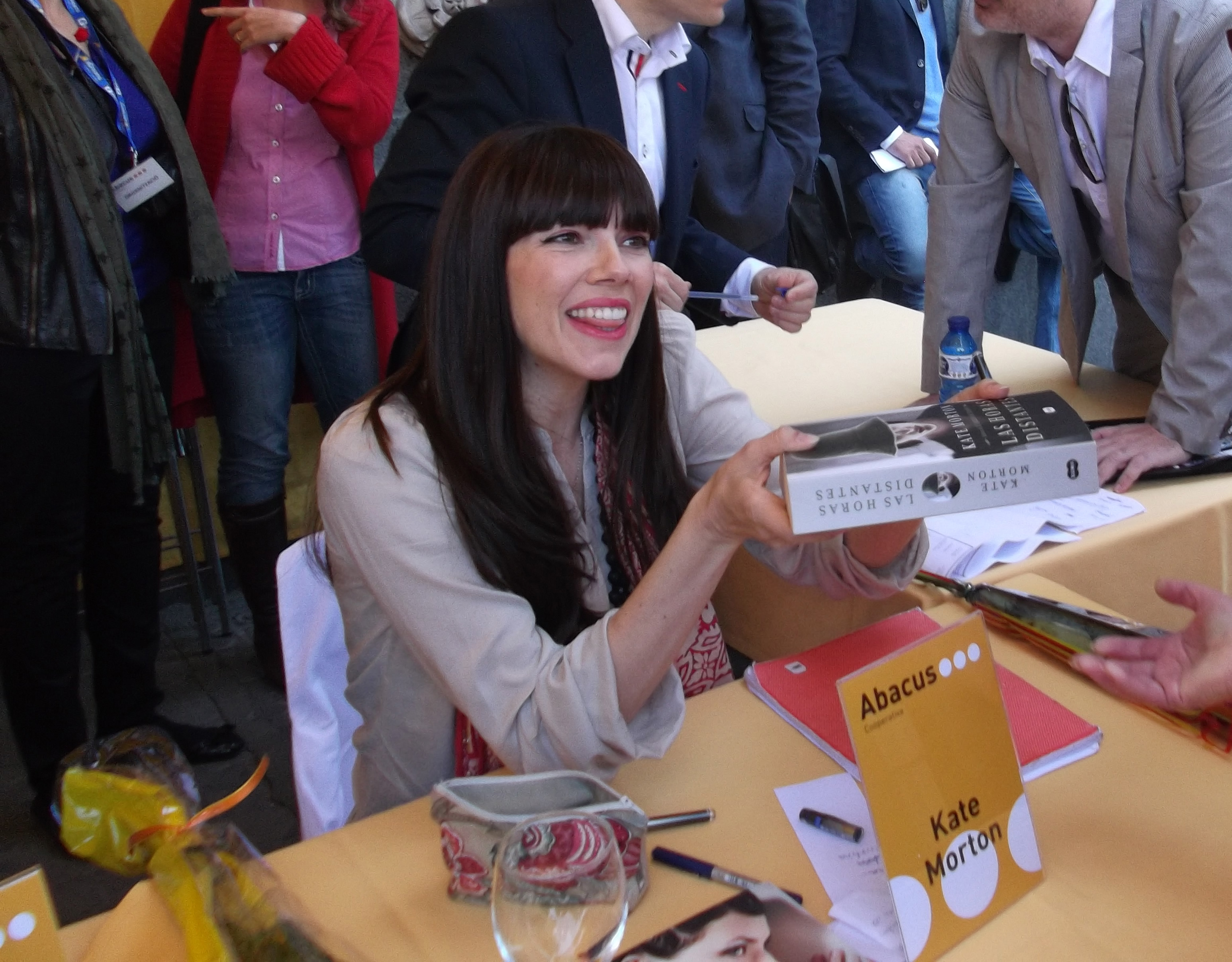
Мортон на автограф-сесії в Барселоні, квітень 2013 року

Під час навчання на бакалавраті написала два повноформатних рукописи (які ще не опубліковані), перш ніж написати роман «Будинок у Рівертоні» («Мінливий туман»), який вийшов 2006 року[джерело?]
Її перший опублікований роман «Будинок у Рівертоні» увійшов до літнього списку читацького клубу Річарда та Джуді 2007 року у Великій Британії, і за перший тиждень було продано 63 128 примірників. Це зробило Мортон другою найбільш продаваною авторкою у Великобританії після Дж. К. Роулінг.
Станом на жовтень 2015 року Мортон продала понад 16 мільйонів примірників своїх книжок у 42 країнах, що зробило її однією з «найуспішніших австралійських письменниць на міжнародному ринку».

## Романи
- «Будинок у Рівертоні» (2006; також знаний як «Мінливий туман»), бестселер Sunday Times №1, бестселер New York Times, переможець — читацького клубу Річарда і Джуді, найкраще чтиво 2007 року, Загальна художня книжка року премії Australian Book Industry Awards 2007 року та номінація на найпопулярнішу книжку на British Book Awards 2008 року. Номінант на премію Sainsbury's Popular Fiction за найкращий роман (2008), Nielsen Gold Book Award 2010, Golden Pan Award UK 1 000 000 проданих примірників, Indie Next Outstanding Debut Winter 2009.

- Забутий сад (2008): бестселер New York Times, бестселер Sunday Times №1, бестселер №1 Іспанія, бестселер Spiegel, переможець ABIA General Fiction Book of the Year (2009), довгий список Міжнародної літературної премії IMPAC Dublin Literary Award (2010)

- Далекі години (2010)[10]: бестселер New York Times, бестселер № 1 в Іспанії, бестселер № 1 в Ірландії, бестселер Spiegel, відзначений премією Крістіни Стед, Національною літературною премією Товариства австралійських письменників (2010)

- Хранителька таємниці (2012): бестселер Sunday Times, бестселер New York Times, бестселер Spiegel, бестселер El País, лауреат Найкращої художньої книги року, Australian Book Industry Awards (2013), лауреат премії Christina Stead, Національної літературної премії Товариства австралійських письменників (2012), лауреат The Courier-Mail People's Choice Книга року Квінсленда (2013), фіналіст найкращого перекладу таємниці Хонкаку десятиліття (2010-2019)[11].

- Будинок на озері (2015): бестселер New York Times,  бестселер Sunday Times, бестселер №1 в Австралії,  бестселер №1 в Канаді, бестселер Der Spiegel, бестселер El País.

- Дочка годинникаря (2018)[12]: бестселер New York Times, бестселер Sunday Times, бестселер №1 в Австралії, бестселер №1 в Канаді
- Додому (квітень 2023)

## Особисте життя
Мортон одружена з Девіном Петтерсоном, джазовим музикантом і композитором. Вони мають трьох дітей і живуть у Лондоні.

## Переклади українською
2025 року у видавництві «РМ» вийшов український переклад роману «Додому», перекладачка — Оксана Дятел.
2021 року у видавництві «Віват» вийшов український переклад роману «Хранителька таємниці». Перекладачка — Ганна Пшенична.